# Michael White (snookerspeler)
Michael White (Neath, Glamorgan, 5 juli 1991) is een professioneel snookerspeler uit Wales. Zijn bijnaam is Lightning. Hij won zijn eerste rankingtoernooi in de Indian Open 2015

## Belangrijkste resultaten

### Rankingtitels
| #  | Seizoen     | Toernooi            | Verliezend finalist | Verliezend finalist | Score |
| -- | ----------- | ------------------- | ------------------- | ------------------- | ----- |
| 1. | 2014 / 2015 | Indian Open         | Ricky Walden        | ENG                 | 5-0   |
| 2. | 2017 / 2018 | Paul Hunter Classic | Shaun Murphy        | ENG                 | 4-2   |

### Non-rankingtitels
| #  | Seizoen     | Toernooi          | Verliezend finalist | Verliezend finalist | Score |
| -- | ----------- | ----------------- | ------------------- | ------------------- | ----- |
| 1. | 2014 / 2015 | Snooker Shoot-Out | Xiao Guodong        | CHN                 | 54-48 |

### Wereldkampioenschap
Hoofdtoernooi (laatste 32 of beter):
| #  | Seizoen     | Editie  | Prestatie   | Extra                              |
| -- | ----------- | ------- | ----------- | ---------------------------------- |
| 1. | 2012 / 2013 | WK 2013 | Kwartfinale | Verloor met 13-6 van Ricky Walden  |
| 2. | 2013 / 2014 | WK 2014 | Laatste 32  | Verloor met 10-9 van Mark Selby    |
| 3. | 2015 / 2016 | WK 2016 | Laatste 32  | Verloor met 10-7 van Sam Baird     |
| 4. | 2021 / 2022 | WK 2022 | Laatste 32  | Verloor met 10-3 van Mark Williams |